# Bellingham
Bellingham – miasto w Stanach Zjednoczonych, w północnej części stanu Waszyngton, nad zatoką Bellingham (Ocean Spokojny). Około 75 tys. mieszkańców.
W mieście rozwinął się przemysł drzewny, papierniczy, rafineryjny oraz spożywczy. Znajduje się tu port lotniczy Bellingham.

## Miasta partnerskie
- Tateyama, Japonia
- Port Stephens, Australia
- Nachodka, Rosja
- Punta Arenas, Chile
- Ch'ŏngju, Korea Południowa
- Vaasa, Finlandia